# Куземетьево (Казань)
Куземетьево (тат. Хуҗамәт, Xucamät или тат. Күзәмәт, Küzämät) — посёлок в Кировском районе Казани.

## География
Посёлок расположен на западе Кировского района, на берегу Волги и Куземетьевского залива (бывшего Куземетьевского озера). Западнее находятся Куземетьевский лес и посёлок Займище, севернее — Куземетьевский лес, восточнее, на восточном берегу Куземетьевского залива — посёлок Красная Горка.

## История
Куземетьево существовало со времён Казанского ханства. После захвата Казани русскими местное население было изгнано, и во второй половине 1560-х годов деревня упоминается как «пустошь Кеземетева»; позже она была заселена выходцами из русских земель. По состоянию на вторую половину XVII века деревня находилась во владении казанского митрополита.
Четвёртая ревизия 1781 года выявила в деревне 55 ревизских душ экономических крестьян; позже они перешли в разряд государственных крестьян.
На конец XIX века село имело земельный надел площадью 507 десятин; кроме сельского хозяйства жители деревни занимались пчеловодством, портничеством, печным промыслом; в церковно-административном отношении входила в приход села Красная Горка Ильинской волости.
С середины XIX века до 1927 года Куземетьево входило в Ильинскую волость Казанского уезда Казанской губернии (с 1920 года — Арского кантона Татарской АССР). После введения районного деления в Татарской АССР в составе Казанского пригородного (1927–1938), Юдинского (1938–1958) и Зеленодольского (1958–1965) районов Татарской АССР. На низшем административном уровне Куземетьево до 1927 года входило в Куземетьевский сельсовет, образованный в марте 1918 года, являясь его административным центром, а после его упразднения входило в Красногорский сельсовет.
В 1964 году деревня была присоединена к рабочему посёлку Красная Горка, и уже в его составе в 1965 году вошла в состав Казани.

## Улицы
- Куземетьевская (тат. Хуҗамәт урамы, Xucamät uramı). Главная улица посёлка, пересекающая его с запада на восток. Начинаясь от западной окраины посёлка, пересекается с 4-й и 2-й Куземетьевскими улицами и заканчивается у моста через Куземетьевский залив, после чего переходит в Приволжскую улицу. Имеет несколько ответвлений, одно из которых пересекается с 6-й Куземетьевской улицей. Длина — 1,3 км.[12]
- Куземетьевская 1-я (тат. 1 нче Хуҗамәт урамы, 1 nçe Xucamät uramı). Начинаясь от северной окраины посёлка, заканчивается пересечением со 2-й Куземетьевской улицей. Длина — 0,3 км.[13]
- Куземетьевская 2-я (тат. 2 нче Хуҗамәт урамы, 2 nçe Xucamät uramı). Начинаясь от северной окраины посёлка, пересекается с 1-й и 3-й Куземетьевскими улицами и заканчивается пересечением с Куземетьевской улицей. Длина — 0,4 км.[14]
- Куземетьевская 3-я (тат. 3 нче Хуҗамәт урамы, 3 nçe Xucamät uramı). Начинаясь от северной окраины посёлка, заканчивается пересечением со 2-й Куземетьевской улицей. Длина — 0,4 км.[15]
- Куземетьевская 4-я (тат. 4 нче Хуҗамәт урамы, 4 nçe Xucamät uramı). Начинаясь от северной окраины посёлка, пересекается с 6-й Куземетьевской улицей и заканчивается пересечением с Куземетьевской улицей. Длина — 0,4 км.[16]
- Куземетьевская 5-я (тат. 5 нче Хуҗамәт урамы, 5 nçe Xucamät uramı). Начинаясь внутри одного из кварталов частной застройки, заканчивается пересечением с 6-й Куземетьевской улицей. Длина — 0,2 км.[17]
- Куземетьевская 6-я (тат. 6 нчы Хуҗамәт урамы, 6 nçı Xucamät uramı). Начинаясь от 4-й Куземетьевской улицы, заканчивается пересечением с одним из ответвлений Куземетьевской улицы. Длина — 0,2 км.[18]

## Археологические находки
В 1899 году близ Куземетьево В. Л. Борисовым был найден могильный камень, относящийся к середине XVI века.

## Транспорт
Общественный транспорт в Куземетьево не ходит. Ближайшая остановка общественного транспорта — «Красная Горка» на Приволжской улице в одноимённом посёлке.